# Templo de San Juan Bautista (Pasto)
Iglesia de San Juan Bautista. Fue la primera catedral de la ciudad de Pasto, en Colombia. De estilo colonial, esta iglesia guarda los restos del caudillo pastuso de la Independencia Agustín Agualongo, así como la imagen de San Juan Bautista que fue utilizada para que Sebastián de Belalcázar fundara a Pasto en 1537. 

## Historia
La primera iglesia construida en este lugar fue en el año de 1537, bajo el mando del conquistador Sebastián de Belalcázar; siendo este templo primitivo una modesta choza, con muros de bahareque y un techo de paja. 
El primer párroco de la ciudad, Don Diego Gómez de Tapia, en el año de 1541 se dedicó a construir una nueva iglesia, que reemplazara la 'capilla primitiva de choza'. Cabe resaltar que en la torre de esta segunda iglesia, el 17 de junio de 1559  se ordenó replicar las campanas de este lugar , para celebrar la elevación de la villa a ciudad.
Debido a los terremotos acontecidos entre 1580 y 1616 en la ciudad, esta pequeña iglesia se fue deteriorando; por lo que a principio del siglo XVII ya este lugar se encontraba en el olvido y el abandono de los fieles, así que se decidió destruirla.
Por la importancia del sitio de ser el lugar de la iglesia matriz de la ciudad, bajo el mando de Antonio Ruiz de Navarrete, se consolido una nueva obra para reemplazar a la antigua iglesia en ruinas. La nueva iglesia se inauguró en octubre de 1667.  La estructura de esta iglesia es la base del templo actual, y gracias a reformas, adicciones y reparaciones, financiadas a través de los años por el cabildo de la ciudad, ha tomado su forma actual. Lastimosamente su diseño original con elementos mozárabes se ha ido perdiendo debido a terremotos.
El templo fue la Catedral de la ciudad desde 1859 hasta la construcción de la actual, en donde pasó a denominarse este como la 'Concatedral'.

## Estilo arquitectónico

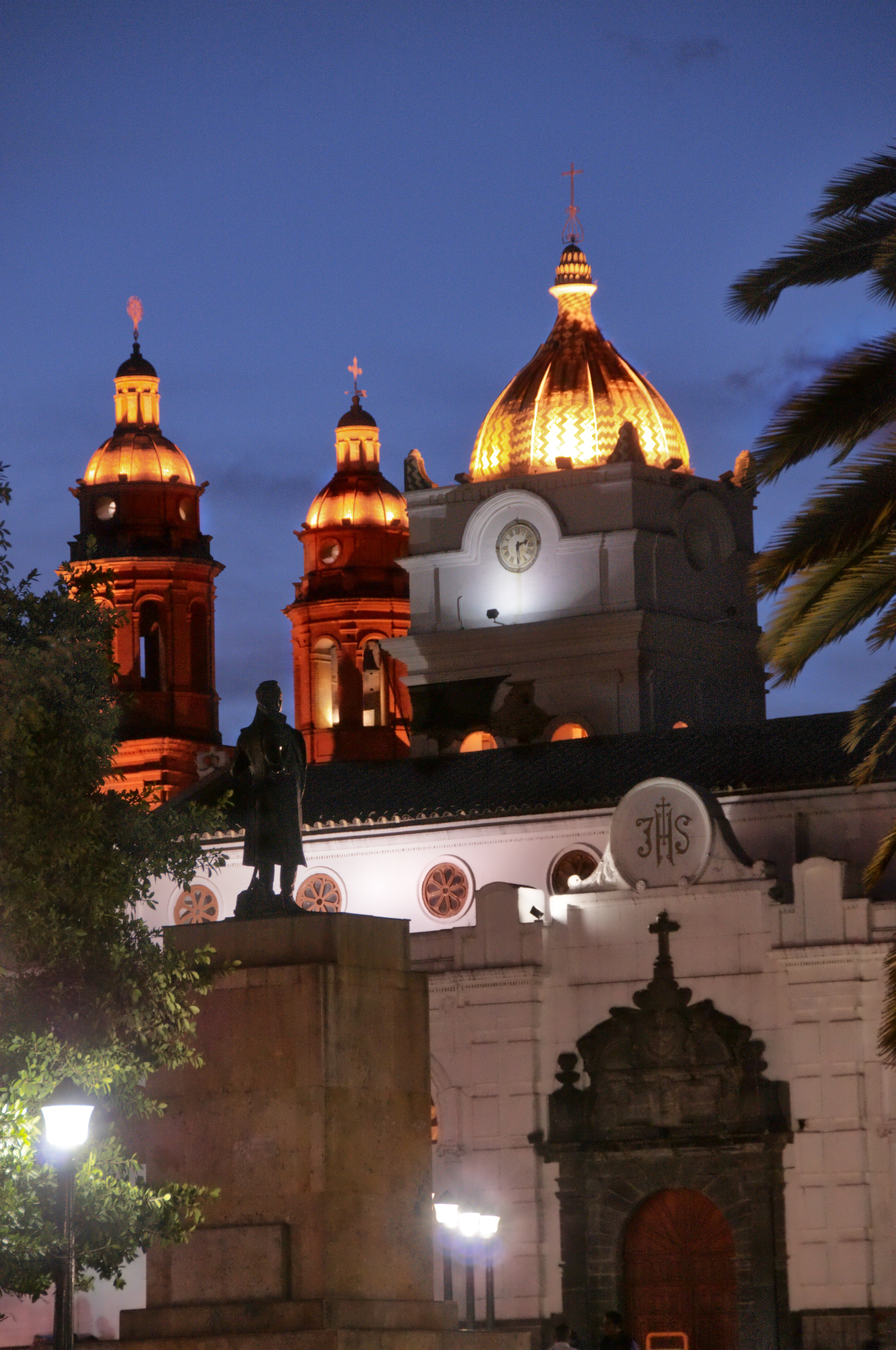
La iglesia San Juan, en el fondo las torres de la catedral

El frente principal de acceso, por la calle 18, presenta una portada construida en sillares de piedra y un arco de medio punto flanqueado por dos columnas de estilo toscano. El frontis está dividido en dos cuerpos. El acceso lateral por la carrera 25, sobre la plaza de Nariño, cuenta con un pórtico de estilo barroco español, con una talla labrada en piedra copia de un diseño del pintor y escultor Miguel Ángel Buonarroti.
Su interior consta de tres naves, en la nave central se destaca la estatua del patrono san Juan Bautista y uno de los atractivos de este templo es de la imagen de la inmaculada conocida como la Danzarina, obsequiada a la ciudad por el Rey Felipe II. Este templo alberga una de las más antiguas reliquias del arte religioso de Nariño: el púlpito del estilo barroco.

## Características
la ornamentación del templo, igual que en otros, presenta ciertas formas de sincretismo, o sea, la unión de elementos que se traen de fuera y aquellos que aporta la región, lo que permite armonizarlos sin privarlos de sus características particulares, esto explica que follajes y capiteles de columnas se encuentren adornadas con hojas de la flora nativa (cedro, aliso, chaquilulo, etc.).
En cumplimiento de la Real Cédula emitida por Felipe II el 17 de junio de 1559, se dice que en este templo se realizó la ceremonia de cambio del título de Villa de Pasto al de Ciudad, se la llamó “muy leal” y se le dio el nombre de San Juan de Pasto (santo patrono).
En una de las capillas interiores (San Miguel) reposan los restos del Capitán Hernando de Ahumada (hermano de Santa Teresa de Jesús) y del Caudillo pastuso Agustín Agualongo, el más intrépido adalid que defendió a su pueblo con inigualable valor y estoica entereza.
El escudo del departamento de Nariño adoptado por la Asamblea Departamental, mediante Ordenanza 025 de 23 de noviembre de 1999, exhibe la figura de un templo en color púrpura violeta, que representa las diversas imágenes de la Virgen María que han sido coronadas canónicamente y los demás templos. Es símbolo de espiritualidad. La inmutabilidad perenne. El color púrpura violeta significa majestuosidad, magnanimidad, dominio, solemnidad, solidez, grandeza, perennidad y fortaleza.
Aparece junto al templo, en la misma faja del centro del escudo y en campo de gule (rojo), la figura natural de una estrella en argén (plata) como símbolo de lo humano: La luz de los hombres de letras, el romanticismo de los músicos y compositores, la guía de los científicos, la creatividad de los artistas, la perseverancia de los deportistas y en general, la tenacidad, laboriosidad, lealtad, emprendimiento y honradez del hombre de esta comarca. El color rojo o gule significa amor, sentimiento, pasión, coraje, tenacidad, libertad, espiritualidad, fidelidad, fraternidad, lealtad, celo, valentía, entrega, atrevimiento y osadía. El esmalte plata o blanco significa pureza, nitidez, gallardía, humanismo, paz, tolerancia y generosidad.